# Leo Magits
Jean Léon Oscar (Leo) Magits (Brussel, 4 maart 1899 - Mechelen, 3 november 1990) was een Vlaams activist en een socialistisch beleidsman, vooral actief als pedagoog voor de arbeidersklasse.

## Levensloop
Hij bracht zijn jeugd door in Leuven en werd opgevoed door een socialistische oom, die kroegbaas was. Zijn moeder was bij zijn geboorte gestorven en de vader trok ervandoor. Op zijn twaalfde was hij al lid van de Socialistische Studiekring en weldra van het Leuvense Comité voor arbeidersopvoeding. Arbeidersopvoeding was een thema dat zijn hele leven zou beheersen.
Het Leuvens comité was een onderdeel van de in 1911 opgerichte Centrale voor Arbeidersopvoeding (CAO), die de lokale initiatieven ondersteunde. Dit gebeurde met de financiële steun van Ernest Solvay, terwijl Hendrik De Man er de directeur van werd. In 1921 werd ook nog de Arbeidershogeschool (AHS) opgericht, met Hendrik De Man als organisator en directeur. 
De Centrale Arbeidersopvoeding organiseerde een Centraal Bureau voor de Bibliotheken, voorloper van het Nationaal Bibliotheekfonds, later ook nog een Filmdienst, een Reisbureau en vakantiehuizen. 
In Leuven was Pieter Ursi de stichter van de 'Arbeidersopvoeding'. Magits nam aan een aantal activiteiten ervan deel, werd hierbij sterk beïnvloed door Ursi en werd een trouwe vriend. Magits noemde hem later zijn pleegvader.
Magits vervolgde zijn opleiding aan de normaalschool in Tienen. Hij kwam er in botsing met de hoofdzakelijk Franstalige directie en brak zijn studie voortijdig af. Hij behaalde het diploma van onderwijzer tijdens de Eerste Wereldoorlog voor de Centrale Examencommissie, maar het werd na de oorlog door de Belgische overheid niet erkend.
Tijdens de Eerste Wereldoorlog speelde hij een bescheiden rol binnen het activisme, aan de zijde van Ursi, onder meer in Volksopbeuring, die concurreerde met het door Franstaligen geleide Hulp- en Voedingscomité. In 1918 werd hij redactiesecretaris van het activistische weekblad Uilenspiegel. 
Zijn Vlaamsgezindheid ging samen met zijn pacifisme, dat hem deed aansluiten bij de vredesbeweging, geleid door Camille Huysmans. In De Nieuwe Tijd, het weekblad van deze beweging, schreef hij verschillende artikels.

## Op de vlucht
Vanwege zijn aansluiting bij het activisme, moest hij in november 1918 vluchten. Samen met Ursi trok hij naar Duitsland. Ze werden allebei bij verstek door het Belgische gerecht veroordeeld. In Berlijn namen ze deel aan het congres van de Spartacusbond, die zich toen aansloot bij de Derde Internationale en de naam 'Kommunistische Partei Deutschlands' aannam. 
Na een kort verblijf in Bad Salzuflen, waar veel gevluchte activisten een onderkomen hadden gevonden, trokken Ursi en Magits naar Nederland. Ze werden er lid van de Sociaal-Democratische Arbeiderspartij (SDAP) en van de bediendevakbond. Magits ging lessen volgen aan een volksuniversiteit in Den Haag. In 1921 vond hij een betrekking in Amsterdam bij het Internationaal Verbond van Vakverenigingen als redacteur op de persafdeling.
Samen met een paar Nederlanders stichtten Ursi en Magits enkele  verenigingen: de Vlaamsch-Hollandsche Vereeniging Guido Gezelle (1926). De vereniging hing de Groot-Nederlandse gedachte aan en Magits werd er de secretaris van. In 1928 stichtten beiden, samen met Roza de Guchtenaere, Hendrik Brugmans, Jef Van Extergem en anderen, het Algemeen Nederlandsch Arbeidersverbond (ANAV), een organisatie van naar Nederland gevluchte linkse activisten. Het doel bestond er in banden te smeden met de Vlaamse arbeidersbeweging. De bond gaf een tijdschrift uit, Schakels, gesteund door Frans Van Dijck, secretaris van de socialistische onderwijsvakbond in België. Het succes bleef eerder matig.
In de jaren dertig dreven socialisme en Vlaamse Beweging uiteen. De socialisten namen stelling tegen het fascisme, onder meer tegen het Verdinaso en stilaan ook tegen het VNV.
Alleen een jongere generatie bleef de Vlaamse Beweging enigszins trouw. De socialistische studenten, geleid door Jef Rens, gaven het blad Menschen uit, dat weldra fuseerde met het Nederlandse socialistisch studentenblad Kentering.

## Socialistisch leider
Einde 1935 keerde Magits naar België terug en werd secretaris van de Centrale voor Arbeidersopvoeding, waar ook, sinds 1924 een Bureau voor Documentatie was aan gehecht, dat gegevens verzamelde over politieke, economische, sociale en culturele problemen. Na enkele jaren werd dit bureau overgenomen door de Belgische Werklieden Partij (BWP) en werd het belangrijk bij de voorbereiding van het Plan van de Arbeid.
De Centrale voor Arbeidersopvoeding kreeg het zwaar te verduren, als onderdeel van de socialistische beweging, toen de Bank van de Arbeid failliet ging. Magits bleef nochtans zo goed als mogelijk verder werken.
In 1937 nam hij deel aan het Vlaamsch Socialistisch Congres in Antwerpen, dat de culturele zelfstandigheid van Vlaanderen bevestigde. De BWP stichtte een Nederlandstalig en een Franstalig tijdschrift op, genaamd Leiding en La Revue socialiste. De Man was de hoofdredacteur van Leiding en Magits was de redactiesecretaris. Hij publiceerde er regelmatig artikels in. Het tijdschrift verdedigde het Plan van de Arbeid, noemde zich pacifistisch en pleitte voor een neutraliteitspolitiek tegenover Duitsland. Heel wat Vlaamse socialisten verleenden hun medewerking, zoals Lode Craeybeckx, Edgard Delvo, Hendrik Fayat en Jef Rens.
In mei 1940 vluchtte Magits naar Frankrijk. De centrale voor arbeidersopvoeding en de AHS werden voortaan nauwlettend in de gaten gehouden, zowel door de Duitsers als door de collaboratiekringen. De directeur, Bouchery, werd tot ontslag gedwongen en werd opgesloten in Breendonk en later in Hoei. 
Magits dook onder in het verzet en werkte mee aan de voorbereiding van de naoorlogse socialistische partij. In 1943 trouwde hij met Joséphine (Jos) Spinoy, docente aan de AHS. Na de oorlog vervulde hij een leidende rol bij de Belgische Socialistische Partij (BSP). Hij werd lid van het partijbureau en was een van de zeven leden van de Ereraad die moest oordelen over de partijleden die van collaboratie verdacht werden. 
In 1945 werd hij gemeenteraadslid in Leuven en provincieraadslid en voorzitter van de provincieraad van Brabant. Hij vervulde deze beide ambten slechts gedurende een paar jaar, en richtte voortaan al zijn energie op de heropbouw van de CAO. 
Hij presenteerde een rapport getiteld Een politiek voor de jeugd, de vrijetijdsbesteding en de permanente opvoeding. In 1964 gepubliceerd en op een partijcongres in 1966 besproken, mondde dit uit op de goedkeuring van een Socialistisch Cultureel Handvest.
In 1965 kreeg Magits hartklachten en nam ontslag bij de AHS. De instelling werd uiteindelijk het Hoger Instituut voor Sociaal-Kultureel Werk - Arbeidershogeschool, in 1994 gefuseerd met andere Brusselse scholen tot de Erasmushogeschool.
Binnen de Centrale Abeidersopvoeding, kregen vooral de socialistische bibliotheken heel wat aandacht en steun.
Vanaf 1954 begon het bibliografisch maandblad Lektuurgids, waar Magits vele jaren aan meewerkte. Voor de aankoop van boeken werd in 1961 de coöperatieve boekhandel Het Beste Boek opgericht met Magits als zaakvoerder. De coöperatieve werd in 1967 ontbonden. 
Magits moest aanzien dat de CAO en de AHS weinig belangstelling kregen van de partijleiders. Verslagen opgemaakt door René Evalenko, Max Buset en Paul Finet ten gunste van deze instellingen, bleven zonder gevolg. De CAO en de AHS ondervonden permanent financiële problemen. Een stichting genaamd naar Louis de Brouckère werd opgericht om voor beide instellingen financiële steun te bekomen vanwege de vier takken van de socialistische 'gemeenschappelijke actie', die echter maar weinig opbracht.
Ondertussen zette Magits zich in om de CAO te reorganiseren als een overkoepelende organisatie. Het begon in 1957 met de  oprichting van het Congres der Vlaamse Socialistische Cultuurwerken, met als deelgenoten de CAO, de Rode Valken, de Jongsocialisten, de Natuurvrienden, muziekverenigingen, fotoclubs, filmclubs, maatschappelijke werkers, esperantisten, postzegelverzamelaars, tv-verenigingen, het Bibliotheekfonds enz. 
Ondertussen besliste de wetgever dat de nationale organisaties voor volksopvoeding subsidies kregen, op voorwaarde dat ze de juridische vorm van een vzw aannamen.
Daarom werd het Congres der Socialistische Cultuurwerken omgevormd tot een vzw en heette het voortaan de Centrale der Socialistische Cultuurwerken (CSC). Er waren zestien verschillende organisaties voor cultuur en vrije tijd bij aangesloten. Dit was een opstap naar een definitieve reorganisatie tot de Centrale voor Socialistisch Cultuurbeleid, opgericht op 17 november 1968. De CAO werd na 57 jaar opgeheven.
Magits had de reorganisatie gestuurd. In 1964 was hij pensioengerechtigd, maar hij bleef nog vier jaar aan als secretaris van de CAO. 
Na 1968 was Magits nog actief in de Vereniging voor de Studie van het werk van Hendrik De Man. 
Het omvangrijk en zeer verscheiden archief van Magits wordt bewaard bij het AMSAB.

## Publicaties
- Vlaams Socialisme, brochure, 1928.
- De Goudenregen, 1965.
- Hendrik de Man, Persoon en ideeën, 1974.
- Socialistische getuigenissen, memoires, 1986.
- Magits publiceerde gedichten onder het pseudoniem Jan Helm.